# Ґамвік

Ґамвік (норв. Gamvik) — муніципалітет у фюльке Фіннмарк, Норвегія. Адміністративним центром муніципалітету є містечко Мегамн. Найбільшими поселеннями муніципалітету є також Ґамвік і Шонес (Skjånes). Більшість населення муніципалітету живе в Мегамні (понад 700 чоловік), в якому є аеропорт, а також порт для поромного експресу Гуртіґрютен. Маяк Слеттнес поблизу села Ґамвік є найпівнічнішим на материковій частині Європи. Нервей і Ленґфйордбос — два невеличкі села в південному Ґамвіку що доступні лише на човні.